# (38497) 1999 TK130
1999 TK130 (asteroide 38497) é um asteroide da cintura principal. Possui uma excentricidade de 0.08029090 e uma inclinação de 5.67051º.
Este asteroide foi descoberto no dia 6 de outubro de 1999 por LINEAR em Socorro.